# 井内氏
井内氏（いのなかし）は、三宝院門跡坊官を務めた氏族。

## 概要
『地下家伝』によると、南北朝時代に伏見天皇の子・聖珍法親王が醍醐寺の座主となった際に坊官として付き従ってのが始まりとされる。
他には摂津国能勢郡西郷村宿野城の井内孫之進源景忠が能勢氏の家臣であったり、松山重治の家臣に井内蛙介（『太閤記』では井中蛙助）が見えたりする。